# Lepidosynchis albosetosa
Lepidosynchis albosetosa is een keversoort uit de familie somberkevers (Zopheridae). De wetenschappelijke naam van de soort werd in 1897 gepubliceerd door Hermann Julius Kolbe.